# Babelio
Babelio è un social network e un'applicazione mobile per sistemi iOS e Android che permette di creare, condividere con gli altri utenti e commentare le librerie di letteratura personali. Il sito funziona come un'applicazione web di catalogazione sociale mediante la quale gli utenti possono associare metadati agli oggetti condivisi.

## Storia
Il sito fu lanciato nel gennaio 2007 da tre bibliofili: Guillaume Teisseire, Vassil Stefanov e Pierre Fremaux. Nell'ottobre 2018 contava 650.000 membri e aveva raggiunto il traguardo di 3,7 milioni di visitatori Internet al mese.
Il Prix Babelio è un premio annuale suddiviso in dieci categorie letterarie a favore di altrettanti vincitori: la prima edizione del premio nel 2019 ha visto la partecipazione di 7.000 lettori che hanno espresso un totale di 29.000 voti.

## Funzionalità
Babelio completa i record bibliografici dei singoli libri, integrandoli con stralci di recensioni e con i link agli articoli originali di cronaca letteraria pubblicati da un'ampia selezione sia della stampa generalista che di quella specializzata. Gli utenti possono creare una biblioteca personale per la quale hanno la possibilità di valutare i singoli titoli, scrivere recensioni, estrarre citazioni, salvare liste personali, discutere con gli altri utenti all'interno di forum pubblici a tema, partecipare a giochi e quiz.

Nei forum è possibile rivolgere domande e discutere direttamente con gli autori dei testi, i quali possono essere contattati anche in forma privata dai professionisti del mondo del libro.
Oltre al motore di ricerca interno, le pagine sono gestite con una classificazione a faccette, visibile anche in una nuvola di parole chiave, che permette agli utenti una navigazione tematica dei contenuti.
Le schede bibliografiche di Babelio riportano il link alle pagine web di Amazon, Rakuten, Momox, Fnac e Cultura dalle quali è possibile acquistare il prodotto editoriale cercato. Babelio presenta agli iscritti una pagina di benvenuto e una newsletter con feed RSS personalizzati in base alle loro preferenze di navigazione e di acquisto. I dati raccolti sono utilizzati anche per inviare suggerimenti di amicizia verso altri utenti che manifestano preferenze per lo stesso autore, genere letterario, soggetto o fascia di prezzo. Dall'inizio del 2018 esiste una versione di Babelio in spagnolo.
Babelthèque è la biblioteca pubblica di Babelio.